# أغار ستريميد

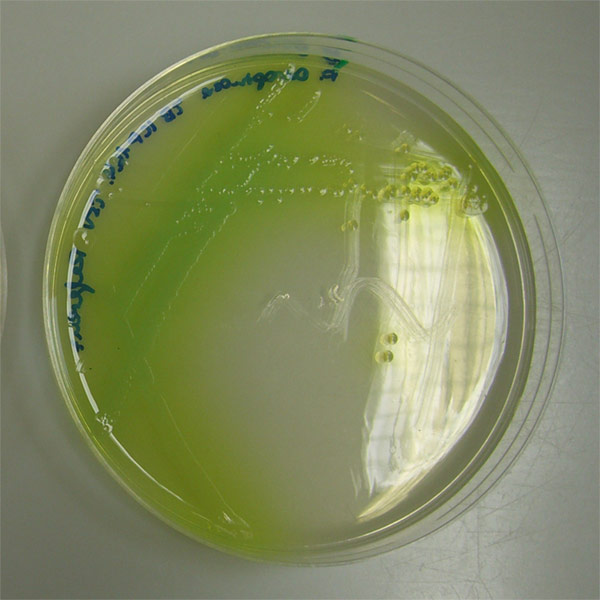

أغار ستريميد  يكون نوع من أغار يستخدم لعزل البكتيريا سلبية الغرام، الزائفة الزنجارية. هذا الوسط يحتوي على الستريميد (سيتريميد) الذي يكون هو العامل المهبط لنمو الميكروبات الأخرى. الستريميد يزيد إنتاج الزائفة للصبغة الخارجية كالبايوسيانين وفلوريسين، الذي تظهر بلون اخضر مزرق واصفر مخضر، على التوالي. أغار الستريميد يستخدم بشكل كبير في فحص عمليات التجميل والادوية والعينات الطبية للكشف عن الزائفة الزنجارية.

## روابط خارجية
- Cetrimide Agar Description & Formulation